# دوروثي إدواردز (روائية ويلزية)
دوروثي إدواردز (بالإنجليزية: Dorothy Edwards)‏ (18 أغسطس 1902 في المملكة المتحدة - 6 يناير 1934 في المملكة المتحدة)؛ روائية بريطانية-ويلزية. درست في جامعة كارديف.